# Randall Garrett
Gordon Randall Phillip David Garrett (Lexington, 16 dicembre 1927 – 31 dicembre 1987) è stato uno scrittore statunitense.
Prolifico autore di fantascienza e fantasy, è stato una delle maggiori firme della rivista Analog Science Fiction and Fact durante gli anni Cinquanta e Sessanta.
Garrett P.I., detective privato creato da Glen Cook, prende da lui il suo nome.
Durante la sua carriera ha utilizzato numerosi pseudonimi, tra i quali David Gordon, John Gordon, Darrel T. Langart (anagramma del suo nome), Alexander Blade, Richard Greer, Ivar Jorgensen, Clyde Mitchell, Leonard G. Spencer, S. M. Tenneshaw, Gerald Vance.

## Biografia

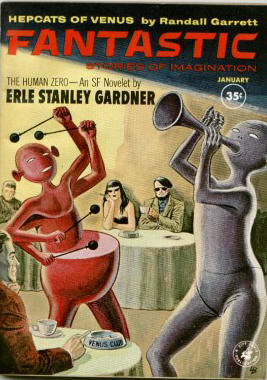
Copertina di Hepcats of Venus

Garrett è conosciuto soprattutto per la serie di libri aventi per protagonista Lord Darcy, in particolare per il romanzo La stanza chiusa (Too Many Magicians). Questa serie è ambientata in un'ucronia, dove la dinastia dei Plantageneti governa un congiunto impero anglo-francese ancora nel XX secolo e la magia è codificata e spiegata scientificamente. La serie è ricca di giochi di parole, allegorie e riferimenti ad altre opere di genere giallo o di spionaggio. Lo stesso protagonista, Lord Darcy, è parzialmente basato sulla figura di Sherlock Holmes. La serie è stata poi continuata, dopo la morte di Garrett, da Michael Kurland.
Nel 1999 la serie ottenne una menzione speciale al Premio Sidewise per la storia alternativa.
È stato tra i fondatori della Society for Creative Anachronism.
Il romanzo breve I dominatori del pensiero (Brain Twister), scritto insieme a Laurence Mark Janifer sotto lo pseudonimo comune Mark Phillips, ebbe una nomination al Premio Hugo per il miglior romanzo del 1960.
Ordinato nella Chiesa vetero-cattolica, fu colpito da un attacco di encefalite nell'estate del 1979, passando gli ultimi otto anni della sua vita in coma.

## Opere
Per ogni testo si indica la prima edizione nell'originale inglese e l'eventuale prima traduzione in lingua italiana. Le serie di romanzi interconnessi sono elencate cronologicamente, in base alla data di pubblicazione del primo episodio di ogni ciclo.

### Dilogia diNidorian
Composta in collaborazione con Robert Silverberg sotto lo pseudonimo Robert Randall.
1. La grande luce (The Shrouded Planet), fix-up di tre racconti apparsi in Astounding Science Fiction giugno, agosto e dicembre 1956 ed espansi per l'edizione in volume Gnome Press, 1957. Trad. di Beata Della Frattina, Urania 205, Arnoldo Mondadori Editore, Milano, 7 giugno 1959.[3]
2. La luce dell'alba (The Dawning Light), serializzato in tre puntate in Astounding Science Fiction marzo, aprile e maggio 1957. Trad. di Annarita Guarnieri, Cosmo. Collana di Fantascienza 141, Editrice Nord, Milano, 1983.

Ai due romanzi si aggiunge un racconto lungo, probabilmente il primo episodio di un terzo volume mai completato:
- "All the King's Horses", Astounding Science Fiction gennaio 1958.

### Trilogia delloPsi-Power
Composta in collaborazione con Laurence M. Janifer sotto lo pseudonimo Mark Phillips.
1. I dominatori del pensiero (That Sweet Little Old Lady poi Brain Twister), serializzato in due puntate in Astounding Science Fiction settembre e ottobre 1959. Trad. di Antonio Ghirardelli, I Romanzi del Cosmo 141, Ponzoni Editore, Milano, 15 Febbraio 1964.
2. Out Like a Light poi The Impossibles, serializzato in tre puntate in Astounding/Analog Science Fact & Fiction aprile, maggio e giugno 1960.
3. Enigma 1973 (Occasion for Disaster poi Supermind), serializzato in cinque puntate in Analog Science Fact / Science Fiction novembre e dicembre 1960 e gennaio, febbraio e marzo 1961. Trad. di Bianca Russo, Urania 454, Arnoldo Mondadori Editore, Milano, 29 Gennaio 1967.

### Ciclo diLord Darcy
La serie consiste di dieci testi brevi e un romanzo a puntate originariamente pubblicati su varie riviste e antologie e successivamente sistematizzati in tre volumi tematici.
1. Murder and Magic, Ace Books, 1979. Raccolta di due romanzi brevi e due racconti:
  - "Fotoscopia" ("The Eyes Have It"), Analog Science Fact / Science Fiction gennaio 1964. Trad. Paulette Peroni, in Lord Darcy, Fantacollana 4, Editrice Nord, Milano, 1974.
  - L'identità (A Case of Identity), Analog Science Fact / Science Fiction settembre 1964. Trad. Paulette Peroni, in Lord Darcy, Fantacollana 4, Editrice Nord, Milano, 1974.
  - L'imbroglio del guado (The Muddle of the Woad), Analog Science Fact / Science Fiction giugno 1965. Trad. Paulette Peroni, in Lord Darcy, Fantacollana 4, Editrice Nord, Milano, 1974.
  - "Un Pizzico di Immaginazione" ("A Stretch of the Imagination"), nell'antologia Men and Malice: An Anthology of Mystery and Suspense by West Coast Authors, a cura di Dean Dickensheet, Crime Club, Doubleday, 1973. Trad. Laura Serra, in Lord Darcy /2, Urania 1534, Arnoldo Mondadori Editore, Milano, maggio 2008.
2. La stanza chiusa (Too Many Magicians), serializzato in quattro puntate in Analog Science Fact / Science Fiction agosto, settembre, ottobre, novembre 1966; prima edizione in volume Doubleday, 1967. Trad. Paulette Peroni, Fantacollana 16, Editrice Nord, Milano, 1977.
3. Lord Darcy Investigates, Ace Books, 1981. Raccolta di tre racconti e un romanzo breve:
  - "Una Questione di Gravità" ("A Matter of Gravity"), Analog Science Fact / Science Fiction ottobre 1974. Trad. Maria Cristina Pietri nell'antologia I mondi del possibile, a cura di Piergiorgio Nicolazzini, Grandi Opere Nord 23, Editrice Nord, Milano, 1993.
  - "La fiala di Ipswich" ("The Ipswich Phial"), Analog Science Fact / Science Fiction dicembre 1974. Trad. Roberta Rambelli nell'antologia Fantasy, a cura di Sandro Pergameno, Grandi Opere Nord 11, Editrice Nord, Milano, 1976.[4]
  - "Le Sedici Chiavi" ("The Sixteen Keys"), Fantastic maggio 1976. Trad. Laura Serra, in Lord Darcy /2, Urania 1534, Arnoldo Mondadori Editore, Milano, maggio 2008.
  - Il Napoli Express (The Napoli Express), Isaac Asimov's Science Fiction Magazine aprile 1979. Trad. Riccardo Valla, in La Rivista di Isaac Asimov 8, Arnoldo Mondadori Editore, maggio 1980.

Gli ultimi due racconti non vennero mai raccolti in volume Garrett vivente:
- "The Bitter End", Isaac Asimov's Science Fiction Magazine settembre-ottobre 1978.
- "The Spell of War", nell'antologia Thor's Hammer: On and Near Earth, a cura di Reginald Bretnor, Ace Books, 1979.

La trilogia fu riunita per la prima volta nell'omnibus Lord Darcy (Science Fiction Book Club, Doubleday, 1983); la ristampa Lord Darcy (Baen Books, 2002) ha rincorporato nella sequenza anche "The Bitter End" e "The Spell of War", aggiunti come primo e ultimo episodio a Lord Darcy Investigates.
La prima traduzione italiana della serie fu un'edizione parziale pubblicata da Editrice Nord, che allestì appositamente per il mercato italiano la raccolta di testi brevi Lord Darcy (comprendente tre dei quattro testi  poi riunti in Murder and Magic) e pubblicò il romanzo La stanza chiusa; successivamente i due tomi furono ristampati nel volume omnibus Lord Darcy l'investigatore del re (trad. Paulette Peroni, Tascabili Fantasy 13 [35], Editrice Nord, Milano, 1992), mentre tre episodi su quattro di Lord Darcy Investigates furono tradotti singolarmente entro riviste e antologie miscellanee (cfr. sopra); in seguito il romanzo, i sei testi brevi già tradotti e i due ancora inediti furono riuniti nella raccolta Lord Darcy (2 voll.), trad. di Paulette Peroni e Laura Serra, Urania 1531 e 1534, Arnoldo Mondadori Editore, Milano, febbraio e maggio 2008. Si noti che quest'ultima edizione italiana equivale alla raccolta Doubleday del 1983, pertanto non include i due racconti stravaganti "The Bitter End" e "The Spell of War".

#### Contributi di altri autori
Dopo la morte di Garrett, il romanziere suo amico Michael Kurland ha espanso la serie di Lord Darcy con due romanzi "apocrifi", uno dei quali edito in italiano:
- Dieci piccoli maghi (Ten Little Wizards), Ace Books, 1988. Trad. Maurizio Carità nel volume doppio Fantasy Estate 1993. Dame e sortilegi, Speciali Fantasy 3, Arnoldo Mondadori Editore, Milano, maggio 1993.
- A Study in Sorcery, Ace Books, 1989.

### Ciclo diGandalara
La serie fu progettata da Garrett e composta da sua moglie Vicki Ann Heydron.
1. The Steel of Raithskar, Bantam Books, 1981.
2. The Glass of Dyskornis, Bantam Books, 1982.
3. The Bronze of Eddarta, Bantam Books, 1983.
4. The Well of Darkness, Bantam Books, 1983.
5. The Search for Kä, Bantam Books, 1984.
6. Return to Eddarta, Bantam Books, 1985.
7. The River Wall, Bantam Spectra, 1986.

### Romanzi autoconclusivi
- Il robot minorenne (Unwise Child), Doubleday, 1962. Trad. di Lella Pollini, nell'omnibus Il robot minorenne/Il pianeta misterioso, Galassia 35, Casa Editrice La Tribuna, 15 novembre/15 dicembre 1963.
- Pagan Passions, Galaxy Science Fiction Novel #39, Beacon, 1959. Collaborazione con Laurence M. Janifer sotto lo pseudonimo di Larry M. Harris.
- Alto tradimento (The Highest Treason), Analog Science Fact / Science Fiction gennaio 1961. Trad. di Corinna Augustoni, in Le grandi storie della fantascienza 23 – 1961, a cura di Isaac Asimov e Martin H. Greenberg, Classici Urania 197, Arnoldo Mondadori Editore, Milano, agosto 1993.
- Operazione antimostro (Anything You Can Do), serializzato in due puntate in Analog Science Fact / Science Fiction maggio e giugno 1962, espanso per la riedizione in volume Doubleday, 1963. Trad. di Bianca Russo, Urania 318, Arnoldo Mondadori Editore, Milano, 6 ottobre 1963. Con lo pseudonimo Darrel T. Langart.

### Raccolte di racconti
- Takeoff! (1980)
- Takeoff Too! (1987)
- The Best of Randall Garrett (1982), a cura di Robert Silverberg
- A Little Intelligence (2009), con Robert Silverberg
- Psichopath and Other Science Fiction Stories (2009)
- Rastignac the Devil | Despoilers of the Golden Empire (2010), con Philip José Farmer
- The Bramble Bush, The Destroyers, The Highest Treason, A Spaceship Named McGuire; A Collection of Short Stories (2011)
- Leland Hale, Galactic Conman (2011)
- The Terror Out of Space | Quest of the Golden Ape (2011) con Dwight V. Swain and Milton Lesser

### Racconti
- Probability Zero (1944)
- The Absence of Heat (1944), sotto lo pseudonimo Gordon Garrett
- By the Rules (1950), sotto lo pseudonimo David Gordon
- The Waiting Game (1951)
- No Approach (1951), sotto lo pseudonimo David Gordon
- Pest (1952), con Lou Tabakow
- The Day the Gods Fell (1953), sotto lo pseudonimo Ivar Jorgensen
- The Wishing Stone (1953), sotto lo pseudonimo Ivar Jorgensen
- Belly Laugh (1953), sotto lo pseudonimo Ivar Jorgensen
- Something for the Woman (1953), sotto lo pseudonimo Ivar Jorgensen
- Instant of Decision (1953)
- The Wishing Stone (1953), sotto lo pseudonimo
- Characteristics: Unusual (1953)
- Nom d'un Nom (1953)
- The Breakfast Party (1953), pubblicato anche come League of the Living Dead (1953)
- Blessed Are the Murderous (1954), sotto lo pseudonimo Ivar Jorgensen
- Derelict of Space (1954)
- Time Fuze (1954)
- Hell to Pay (1954)
- The Wayward Course (1954)
- The Surgeon's Knife (1954)
- Woman Driver (1954)
- The Hunting Lodge (1954)
- Infinite Resources (1954)
- Spatial Delivery (1954)
- The Genius (1955), sotto lo pseudonimo Ivar Jorgensen
- The Man Who Talked to Bees (1955), sotto lo pseudonimo Ivar Jorgensen
- Two to the Stars (1955), sotto lo pseudonimo Ivar Jorgensen
- Plague Planet (1955), sotto lo pseudonimo Ivar Jorgensen
- The Beast with Seven Tails (1956), con Robert Silverberg (sotto lo pseudonimo Leonard G. Spencer)
- Calling Captain Flint (1956), con Robert Silverberg (sotto lo pseudonimo Richard Greer)
- Catch a Thief (1956), con Robert Silverberg (sotto lo pseudonimo Gordon Aghill)
- The Chosen People (1956), con Robert Silverberg (sotto lo pseudonimo Robert Randall)
- Gambler's Planet (1956), con Robert Silverberg (sotto lo pseudonimo Gordon Aghill)
- A Trip to Anywhen (1956), sotto lo pseudonimo Ivar Jorgensen
- The Girl from Bodies, Inc. (1956), con Robert Silverberg (sotto lo pseudonimo Leonard G. Spencer)
- The Mummy Takes a Wife (1956), con Robert Silverberg (sotto lo pseudonimo Clyde Mitchell)
- The Alien Dies at Dawn (1956), con Robert Silverberg (sotto lo pseudonimo Alexander Blade)
- The Great Kladnar Race (1956), con Robert Silverberg (, sotto lo pseudonimo Richard Greer)
- Deus Ex Machina (1956), con Robert Silverberg (sotto lo pseudonimo Robert Randall)
- No Future in This (1956), con Robert Silverberg (sotto lo pseudonimo Robert Randall)
- Masters of the Metropolis (1956), con Lin Carter
- Quick Cure (1956)
- The Best of Fences (1956)
- Code in the Head (1956)
- Machine Complex (1956)
- The Saboteur (1956)
- The Promised Land (1956), con Robert Silverberg (sotto lo pseudonimo Robert Randall)
- There's No Fool... (1956), sotto lo pseudonimo David Gordon
- The Slow and the Dead (1956), con Robert Silverberg (sotto lo pseudonimo Robert Randall)
- Suite Mentale (1956)
- Stroke of Genius (1956)
- The Man Who Hated Mars (1956)
- Sound Decision (1956), con Robert Silverberg
- The Man Who Knew Everything (1956)
- Heist Job on Thizar (1956)
- The Judas Valley (1956), con Robert Silverberg (sotto lo pseudonimo Gerald Vance)
- With All the Trappings (1956)
- Puzzle in Yellow (1956)
- No Trap for the Keth (1956), con Robert Silverberg (sotto lo pseudonimo Ralph Burke)
- Tools of the Trade (1956), con Robert Silverberg (sotto lo pseudonimo Robert Randall)
- Death to the Earthman (1956)
- The Inquisitor (1956)
- Secret of the Green Invaders (1956), con Robert Silverberg (sotto lo pseudonimo Robert Randall)
- Battle for the Thousand Suns (1956), con Robert Silverberg (sotto lo pseudonimo Calvin Knox and David Gordon)
- False Prophet (December 1956), con Robert Silverberg as (Robert Randall)
- Quest of the Golden Ape (1957), sotto lo pseudonimo Ivar Jorgensen, con Milton Lesser (sotto lo pseudonimo Adam Chase)
- The Vengeance of Kyvor (1957)
- The Penal Cluster (1957), sotto lo pseudonimo Ivar Jorgensen
- The Secret of the Shan (1957), con Robert Silverberg (sotto lo pseudonimo Richard Greer)
- And Then He Was Two (1957), sotto lo pseudonimo Ivar Jorgensen
- The Convincer (1957), sotto lo pseudonimo David Gordon
- Hero from Yesterday (1957), con Robert Silverberg (sotto lo pseudonimo Robert Randall)
- House Operator (1957), con Robert Silverberg (sotto lo pseudonimo S.M. Tenneshaw)
- Slaughter on Dornell IV (1957), con Robert Silverberg (sotto lo pseudonimo Ivar Jorgensen)
- The Incomplete Theft (1957), con Robert Silverberg (sotto lo pseudonimo Ralph Burke)
- The Star Slavers (1957)
- The Ultimate Weapon (1957), con Robert Silverberg (sotto lo pseudonimo S.M. Tenneshaw)
- Wednesday Morning Sermon (1957), con Robert Silverberg (sotto lo pseudonimo Alexander Blade)
- The Time Snatcher (1957)
- Time to Stop (1957)
- The Devil Never Waits (1957)
- The Man With X-Ray Eyes (1957), con Robert Silverberg (sotto lo pseudonimo Leonard G. Spencer)
- Bleekman's Planet (1957), con Robert Silverberg (sotto lo pseudonimo Ivar Jorgensen)
- Deadly Decoy (1957), con Robert Silverberg (sotto lo pseudonimo Clyde Mitchell)
- Hungry World (1957)
- The Man Who Hated Noise (1957), con Robert Silverberg (sotto lo pseudonimo S.M. Tenneshaw)
- Saturnalia (1957)
- The Man Who Collected Women (1957)
- Guardians of the Tower (1957)
- What's Eating You? (1957)
- The Last Killer (1957)
- You Too Can Win a Harem (1957)
- Needler (1957)
- A Pattern for Monsters (1957)
- Six Frightened Men (1957)
- Blank? (1957)
- Kill Me If You Can! (1957), sotto lo pseudonimo S.M. Tenneshaw
- The Best Policy (1957), sotto lo pseudonimo David Gordon.
- Gift from Tomorrow (1957)
- Devil's World (1957)
- Pirates of the Void (1957), con Robert Silverberg (sotto lo pseudonimo Ivar Jorgensen)
- Hot Trip for Venus (1957), con Robert Silverberg (sotto lo pseudonimo Ralph Burke)
- Skid Row Pilot (1957)
- Look Out! Duck! (1957), sotto lo pseudonimo David Gordon
- Killer - First Class (1957)
- Gentlemen: Please Note (1957)
- The Mannion Court-Martial (1957)
- The Ambassador's Pet (1957), con Robert Silverberg (sotto lo pseudonimo Alexander Blade)
- Deathtrap Planet (1957)
- Satellite of Death (1957)
- A Bird in the Hand (1958), sotto lo pseudonimo David Gordon
- All the King's Horses (1958), con Robert Silverberg (sotto lo pseudonimo Robert Randall)
- Intelligence Quotient (1958), sotto lo pseudonimo David Gordon
- Menace from Vega (1958), con Robert Silverberg (sotto lo pseudonimo Robert Randall)
- Strike the First Blow! (1958)
- Beyond Our Control (1958)
- Vanishing Act (1958), con Robert Silverberg (sotto lo pseudonimo Robert Randall)
- The Low and the Mighty (1958)
- Penal Servitude (1958)
- Decision Final (1958), con Robert Silverberg (sotto lo pseudonimo Robert Randall)
- Far from Somewhere (1958)
- No Connections (1958), pubblicato anche con il titolo ...No Connections (1958)
- Prisoner of War (1958)
- A Little Intelligence (1958), con Robert Silverberg (pubblicato anche con lo pseudonimo Robert Randall, talvolta accreditato al solo Garrett)
- ...And Check the Oil (1958)
- Burden the Hand (1958)
- The Savage Machine (1958)
- The Queen Bee (1958)
- Backward, Turn Backward (1959)
- Despoilers of the Golden Empire (1959)
- The Trouble With Magic (1959)
- Cum Grano Salis (1959), sotto lo pseudonimo David Gordon
- Small Miracle (1959)
- But, I Don't Think (1959)
- Ready, Aim, Robot! (1959)
- Dead Giveaway (1959)
- ...Or Your Money Back (1959), sotto lo pseudonimo David Gordon
- The Unnecessary Man (1959)
- The Destroyers (1959)
- The Price of Eggs (1959)
- Viewpoint (1960)
- What the Left Hand Was Doing (1960), sotto lo pseudonimo Darrell T. Langart
- Mercenaries Unlimited (1960), sotto lo pseudonimo David Gordon
- In Case of Fire (1960)
- The Measure of a Man (1960)
- Damned If You Don't (1960)
- By Proxy (1960), sotto lo pseudonimo David Gordon
- ... And Peace Attend Thee (1960)
- Psichopath (1960), sotto lo pseudonimo Darrell T. Langart, pubblicato anche come Psicopath (1960)
- Engineer's Art (1961)
- Hanging by a Thread (1961), sotto lo pseudonimo David Gordon
- The Foreign Hand-Tie (1961), pubblicato anche come The Foreign Hand Tie, sotto lo pseudonimo David Gordon
- Fifty Per Cent Prophet (1961), sotto lo pseudonimo Darrell T. Langart
- The Highest Treason (1961)
- Random Choice (1961)
- Something Rich and Strange (1961), con Avram Davidson
- A Spaceship Named McGuire (1961)
- The Blaze of Noon (1961), con Avram Davidson
- The Asses of Balaam (1961), sotto lo pseudonimo David Gordon
- Mustang (1961)
- Anything You Can Do (1962), sotto lo pseudonimo Darrell T. Langart
- La Difference (1962)
- Nor Iron Bars a Cage ... (1962), sotto lo pseudonimo Johnathan Blake MacKenzie
- Anchorite (1962), sotto lo pseudonimo Johnathan Blake MacKenzie
- Hepcats of Venus (1962), pubblicato anche come The Cosmic Beat (1962)
- Hail to the Chief (1962), sotto lo pseudonimo Janet Argo and Sam Argo
- His Master's Voice (1962)
- The Bramble Bush (1962)
- Spatial Relationship (1962)
- ... After a Few Words ... (1962), sotto lo pseudonimo Seaton McKettrig
- With No Strings Attached (1963), sotto lo pseudonimo David Gordon
- Thin Edge (1963), sotto lo pseudonimo Johnathan Blake MacKenzie
- A World by the Tale (1963), sotto lo pseudonimo Seaton McKettrig
- Tin Lizzie (1964)
- A Fortnight of Miracles (1965)
- Fighting Division (1965)
- Overproof (1965), sotto lo pseudonimo Johnathan Blake MacKenzie
- Witness for the Persecution (1966)
- The Briefing (1969)
- Fimbulsommer (1970), con Michael Kurland
- The Deadly Sky (1971) sotto lo pseudonimo Ivar Jorgensen
- Color Me Deadly (1973)
- Pride and Primacy (1974)
- Reading the Meter (1974)
- The Final Fighting of Fion Mac Cumhaill (1975)
- Lauralyn (1977)
- On the Martian Problem (1977)
- The Horror Out of Time (1978)
- Polly Plus (1978)
- Backstage Lensman (1978)
- Frost and Thunder (1979)
- Prehistoric Note (1979)
- Keepersmith (1979), con Vicki Ann Heydron
- Just Another Vampire Story (1979)
- The Adventures of Little Willie     (1980)
- Into My Parlor (1987)
- Human Reaction (2009), con Robert Silverberg
- The Highest ... Treason (2009)

### Poesia

#### Poor Willie
- I've Got a Little List (1953)
- Blaze of Glory (1955)
- Backward, Turn Backward (1960) aka Backward, Turn Backward ... (1961)
- Hot Argument (1960)
- Pop! (1960)
- Zap! (1963)
- La Difference (1963)

#### Parodies Tossed
- All About 'The Thing' (1956) pubblicato anche come Parodies Tossed (1956)
- John W. Campbell's 'Who Goes There?' (1956)
- Isaac Asimov's 'The Caves of Steel' (1956)
- Parodies Tossed: Alfred Bester's 'The Demolished Man' (1956)
- Parodies Tossed: A. E. van Vogt's 'Slan' (1956)
- Parodies Tossed: Isaac Asimov's 'The Caves of Steel' (1956)
- Parodies Tossed: James Blish and Michael Sherman's 'The Duplicated Man' (1956)
- Parodies Tossed: L. Sprague de Camp's 'Lest Darkness Fall' (1956)
- The last Parodies Tossed: Immortality, C.O.D. (by Bret Hooper)
- Poul Anderson's 'Three Hearts and Three Lions': A Calypso in Search of a Rhyme (1979), con Vicki Ann Heydron

#### Poesie fuori raccolta
- Oh No, John (1955)
- A Certain Answer (1958) with Robert Silverberg (sotto lo pseudonimo Robert Randall)
- The Egyptian Diamond (1961)
- Our Patrol (1978)
- El Ropo Tarkas (1978)
- Ballade for Convention Lovers (?)

## Opere pubblicate in lingua italiana

### Racconti
Di seguito sono elencati racconti brevi, pubblicati in lingua italiana insieme a romanzi di altri autori oppure in antologie, volumi collettanei o riviste. I racconti della serie di Lord Darcy sono elencati soltanto se pubblicati in traduzioni differenti da quelle presenti nelle antologie dedicate.
- Tempo e denaro (Gift from Tomorrow), trad. di Tom Arno, in Visto, Anno VII n. 3, 1958
- Xeno Sapiens (Intelligence Quotient, in Adam Chase, La scimmia d'oro, Ponzoni Editore, Milano, 1960
- Relazione spaziale (Spatial Relationship), in Fantasia e Fantascienza, Editrice Minerva, n. 4-1963
- La salvezza viene dalla terra, con Robert Silverberg (tit. originale: Sound Decision), trad. di Cesare Scaglia, in James White, Vita con gli automi, Arnoldo Mondadori Editore (Urania), Milano, 1963
- Best seller cosmicomico (A World by the Tale), trad. di Ursula Olmini Soergel, in AA.VV., Il passo dell'ignoto (a cura di Carlo Fruttero e Franco Lucentini), Arnoldo Mondadori Editore, Milano, 1972
- Miccia a tempo (Time Fuze), trad. di Roberta Rampelli, in AA.VV., Space Opera (a cura di Brian W. Aldiss, Fanucci, Roma, 1977
  - pubblicato anche come Effetto ritardato, in Scienza Duemila, Tattilo, anno 1 n.6, 1979
- Qualcosa in più (Polly Plus), trad. di Riccardo Valla, in La Rivista di Isaac Asimov, Arnoldo Mondadori Editore, n.5/marzo 1979
- Il guardiano del ferro, con Vicky Ann Heydron (The Keepersmith), trad. di Giuseppe Lippi, in  Rivista di Isaac Asimov. Avventure Spaziali e Fantasy, SIAD Edizioni, n.2/Inverno 1979
- Il ghiaccio e il tuono (Frost and Thunder), trad. di Stefano Negrini, in Rivista di Isaac Asimov. Avventure Spaziali e Fantasy, SIAD Edizioni, n.3/Primavera 1980
- L'uomo giusto al posto giusto (In Case of Fire), trad. di Paola Campioli, in AA.VV., Hallucination Orbit (a cura di Isaac Asimov, Charles G. Waugh e Martin H. Greenberg), Editori Riuniti, Roma, 1985
- Il problema marziano (On The Martian Problem), trad. di Vittorio Curtoni, in Asimov. Antologia di Fantascienza, SIAD Edizioni, n.6/settembre 1985
- Solo un'altra storia di vampiri (Just Another Vampire Story), trad. di Maria Rosaria Pelosi e Gianni Pilo, in AA.VV., La notte dei vampiri (a cura di Domenico Cammarota), Fanucci, Roma, 1987
  - pubblicato anche come Vampiri, trad. di Gianni Pilo e Sebastiano Fusco, in AA.VV., Storie di Vampiri (a cura di Gianni Pilo e Sebastiano Fusco, Newton Compton, Roma, 1994
- Padiglione di caccia (The Hunting Lodge), trad. di Giampaolo Cossato e Sandro Sandrelli, in AA.VV., Le grandi storie della fantascienza 16 (a cura di Isaac Asimov e Martin H. Greenberg), Armenia Editore, Milano, 1987
- Un minimo d'intelligenza (A Little Intelligence), trad. di Bernardo Draghi, in AA.VV., Artigli e fusa (a cura di Jack Dann e Gardner Dozois), Salani, Firenze, 1993
- Mustang (Mustang), trad. di Antonella Pieretti, in AA.VV., Millemondi Primavera 1997, Arnoldo Mondadori Editore, Milano, 1997